# Tephritis glaciatrix
Tephritis glaciatrix är en tvåvingeart som först beskrevs av Günther Enderlein 1934.  Tephritis glaciatrix ingår i släktet Tephritis och familjen borrflugor.
Artens utbredningsområde är Tadzjikistan. Inga underarter finns listade i Catalogue of Life.